# Onthophagus sutiliceps
Onthophagus sutiliceps là một loài bọ cánh cứng trong họ Bọ hung (Scarabaeidae).